# Ofensiva del noroeste de Siria de 2024
La ofensiva del noroeste de Siria inició el 27 de noviembre de 2024, cuando el Gobierno de Salvación Nacional de Siria, liderado por Hayat Tahrir al-Sham (HTS), (la renombrada Jabhat al-Nusra) y varias facciones del Ejército Nacional Sirio (SNA, grupos armados apoyados por Turquía) lanzó una incursión contra las fuerzas del Ejército Árabe Sirio en las localidades de Alepo e Idlib en Siria, durante la guerra civil siria. La ofensiva fue llamada «Disuasión de la Agresión» por HTS y se lanzó según ellos en represalia por el aumento de los bombardeos del EAS contra civiles en la zona rural occidental de Alepo. La ofensiva es la primera vez que las fuerzas de la oposición lanzan un ataque desde el alto el fuego de Idlib de marzo de 2020.
El 29 de noviembre de 2024, los grupos de la oposición empezaron a entrar en Alepo y capturaron nueve de sus distritos, en medio del colapso del ejército sirio y aliados. El 30 de noviembre, el gobierno sirio anunció una «retirada temporal de tropas» de la ciudad de Alepo. Al mismo tiempo, las fuerzas de la oposición avanzaron rápidamente y capturaron decenas de ciudades y pueblos, mientras las fuerzas gubernamentales se desintegraban al sur y avanzaban hacia Hama, en el centro de Siria. El 6 de diciembre, las FDS capturaron Deir ez-Zor en una ofensiva al este del Éufrates, y la Sala de Operaciones del Sur y la Brigada Al-Jabal capturaron Daraa y As-Suwayda en una ofensiva en el sur,  mientras el HTS avanzaba hacia Homs.
El 7 de diciembre, las fuerzas del Frente Sur entraron en la Gobernación de Rif Dimashq desde el sur y llegaron a 10 kilómetros de la capital, Damasco. Más tarde, se informó de que las fuerzas de la oposición habían entrado en los suburbios de la capital. Las fuerzas del SFA también se movieron hacia la capital desde el sureste. Para el 8 de diciembre, también habían capturado Homs, lo que cortó efectivamente las fuerzas de Assad de la costa de Siria.
Un día más tarde, el 8 de diciembre, los rebeldes capturaron la capital, Damasco, derrocando a Bashar al-Assad y poniendo fin al Baazismo luego de 53 años de gobierno de la familia Assad en el país.

## Antecedentes

Mapa de la situación en Siria el 23 de noviembre de 2024, antes de la ofensiva. En rojo zonas controladas por el régimen de Al-Asad, en amarillo los kurdos, en verde los distintos rebeldes, en blanco HTS y en negro el Estado Islámico (ISIS).

La gobernación de Idlib, en el noroeste de Siria, se ha convertido en un bastión para la milicia islamista Hayat Tahrir al-Sham (HTS). Desde el acuerdo de alto el fuego de Idlib de marzo de 2020, cesaron las operaciones a gran escala entre la oposición y las fuerzas progubernamentales en el noroeste de Siria. Según el Kyiv Post, algunas cuentas islamistas de las redes sociales dijeron que los rebeldes con sede en Idlib recibieron algún tipo de entrenamiento y otro tipo de apoyo por parte de la Dirección Principal de Inteligencia de Ucrania. Fuentes de los servicios de inteligencia ucranianos han confirmado al Kyiv Post la presencia de fuerzas especiales ucranianas en Siria. A partir de finales de 2022, las fuerzas de HTS lanzaron una serie de ataques de infiltración y francotiradores contra las fuerzas gubernamentales, antes de la ofensiva. Alepo ha estado controlada por el gobierno de Bashar al-Ásad y las milicias respaldadas por Irán desde la ofensiva de Alepo en 2016.
En octubre de 2024, se inició una gran movilización de HTS y las fuerzas gubernamentales en la zona rural de Alepo, ya que los rebeldes sirios informaron de que se habían estado preparando durante meses para una ofensiva a gran escala contra las fuerzas gubernamentales dentro de la ciudad de Alepo. El 26 de noviembre de 2024, la artillería de las fuerzas gubernamentales atacó la ciudad de Arihah, controlada por HTS, y mató mató a cuatro personas e hirió a doce.

## Ofensiva
El 27 de noviembre de 2024, HTS anunció que había lanzado una ofensiva denominada «Disuasión de la Agresión» contra las fuerzas pro gubernamentales en el occidente de la Gobernación de Alepo. La oposición siria afirmó que la ofensiva fue una respuesta a los recientes bombardeos de artillería del gobierno sirio de Bashar al-Assad contra Idlib en poder de los rebeldes, que mataron al menos a 30 civiles.En realidad, se estuvo preparando durante meses y medios rusos ya habían advertido con un mes de antelación de que HTS estaba preparando una ofensiva.
Durante las primeras 10 horas de la ofensiva, el HTS capturó 20 ciudades y pueblos de las fuerzas pro gubernamentales, incluidas las ciudades de Urm al-Kubra, Anjara, Urm al-Sughra, Sheikh Aqil, Bala, Ajil, Awijil, al-Hawtah, Tal al-Dabaa, Hayr Darkal, Qubtan al-Jabal, al-Saloum, al-Qasimiyah, Kafr Bisin, Hawr, Aznaz y Basratoun. Además, la base del 46.º regimiento de las fuerzas gubernamentales fue sitiada por el HTS y capturada unas horas más tarde. El Observatorio Sirio de Derechos Humanos informó que 37 soldados del gobierno sirio y milicias aliadas y 60 combatientes de las fuerzas de la oposición murieron en los enfrentamientos. Una unidad de fuerzas especiales rusas fue emboscada por los rebeldes, quienes luego publicaron fotos de un soldado ruso muerto y equipo capturado. El número de víctimas sigue sin estar claro. En respuesta, las fuerzas sirias y rusas lanzaron ataques aéreos en áreas controladas por grupos rebeldes. Los combatientes rusos también llevaron a cabo ataques aéreos alrededor de Atarib, Darat Izza y aldeas circundantes, mientras que las fuerzas gubernamentales bombardearon Idlib, Ariha, Sarmada y otras áreas controladas por los rebeldes en la provincia meridional de Idlib.
El 28 de noviembre, el HTS lanzó una ofensiva en la zona rural oriental de Idlib, capturando las aldeas de Dadikh, Kafr Batikh y Sheikh Ali, así como un barrio de la ciudad de Saraqib. Este avance los llevó a 2 kilómetros de la autopista M5, una ruta estratégica que había sido asegurada por fuerzas pro gubernamentales en 2020. El HTS también atacó el aeropuerto de al-Nayrab, ubicado al este de Alepo, donde tienen presencia militantes respaldados por Irán. En la segunda mitad del día, el HTS capturó las aldeas de Kafr Basin, Arnaz y Al-Zarba en la zona rural occidental de Alepo, y cortó la autopista M5. Los rebeldes sirios han capturado alrededor de 40 ciudades y pueblos en total al final del día.
Un ataque aéreo ruso mató a quince civiles en Atarib, en la zona rural occidental de Alepo. Otros cuatro murieron en un ataque aéreo sirio o ruso en Darat Izza. Los medios estatales iraníes informaron que el general de brigada Kioumars Pourhashemi, del Cuerpo de la Guardia Revolucionaria Islámica (CGRI), que se desempeñaba como asesor militar de alto rango en Siria, fue asesinado por rebeldes en Alepo.
El 29 de noviembre, el HTS capturó las aldeas de Tal Karatabeen, Abu Qansa y Al-Talhiya en la zona rural de Idlib y Al-Mansoura, Jab Kas y Al-Bawabiya en la zona rural de Alepo. Continuaron los intensos combates en torno a la ciudad de Saraqib. Cuatro civiles murieron y otros dos resultaron heridos por los bombardeos del HTS en el barrio de Al-Hamdaniya de la ciudad de Alepo.

### Batalla de Alepo
El 29 de noviembre, las fuerzas de la oposición entraron en los distritos de Hamdaniya y Nueva Alepo de la ciudad de Alepo, tras llevar a cabo un doble ataque suicida con dos coches bomba. Durante la segunda mitad del día, las fuerzas de la oposición tomaron el control de cinco distritos de la ciudad de Alepo, a saber, Al-Hamdaniya, Nueva Alepo, 3000 Apartments, Al-Jamiliya y Salah al-Din. Se informó de enfrentamientos en otras partes de la ciudad, incluido su centro. Otras 20 ciudades y pueblos fueron capturados por las fuerzas de la oposición, incluida la ciudad estratégica de Saraqib. En medio del colapso de las líneas de defensa de las fuerzas gubernamentales, otras ciudades fueron capturadas por las fuerzas de oposición, siendo Khan al-Sabil, At-Talhiyah, At-Tarnabah y Jobas en la zona rural de Idlib y las ciudades de Khan Touman, Shagheidele, Khalasa, Al-Hadir, Al-Qarasi, Barna, Al-Eis, Talhadiya, Zitan, Al-Mansoura y Al-Bawabiya en la zona rural de Alepo.
El 29 de noviembre, las fuerzas de la oposición habían capturado partes de los distritos de Al-Sukariyya, Al-Furqan, Al-Adhamiya y Saif al-Dawla de la ciudad de Alepo, y además afirmaron haber tomado el control de su plaza principal.
En las primeras horas del 30 de noviembre, las fuerzas rebeldes capturaron la ciudadela de Alepo, la sede del gobierno en la ciudad, así como «más de la mitad de la ciudad». Por la mañana, las fuerzas rebeldes habían tomado el control de la mayor parte de Alepo, obligando a las tropas pro gubernamentales a retirarse hacia As-Safirah.
En otras partes del país, los rebeldes capturaron 39 ciudades y pueblos, incluida la ciudad de Abu al-Duhur. Las fuerzas progubernamentales se retiraron de la mayor parte de la gobernación de Idlib, con la excepción de Maarat al-Numan, Khan Shaykhun y Kafranbel. En la región de Alepo, las fuerzas del gobierno se retiraron del aeropuerto Internacional de Alepo, Maskanah, As-Safirah y la carretera de Khanaser. Por la tarde, las fuerzas de la oposición capturaron Maarat al-Numan, y el número de ciudades y pueblos que cayeron ante las fuerzas rebeldes durante el día aumentó a más de 50.
Un ataque aéreo, al parecer de origen ruso, mató a 16 civiles e hirió a otros 20 en la ciudad de Alepo.
Ese mismo día, 30 de noviembre, el gobierno sirio anunció una «retirada temporal de tropas» de Alepo.

### Retirada del gobierno y avances de las FDS
El 30 de noviembre de 2024, en medio del colapso de las fuerzas pro gubernamentales en el noroeste de Siria, las Fuerzas Democráticas Sirias, de mayoría kurda, entraron en las ciudades de Dayr Hafir, Tell Aran, Tell Hasel y el distrito de Shaykh Najjar de la ciudad de Alepo, tomando el control de las mismas. Por la tarde, las FDS capturaron el aeropuerto Internacional de Alepo y las ciudades de Nubl y Al-Zahra, tras la retirada de las fuerzas progubernamentales. Se informó de enfrentamientos entre rebeldes respaldados por Turquía y las FDS en la región de Tell Abyad, en el norte de la Gobernación de Raqqa.
Ese día, el Ejército Nacional Sirio apoyado por Turquía, anunció el inicio de una operación militar, denominada Amanecer de Libertad, con el fin de cortar las líneas de suministros de las FDS, y establecer un corredor entre al-Bab y Tell Rifaat. El ENS tomaría el control de la ciudad de Tadef, que estaba en manos de las fuerzas progubernamentales.

### Caída de Hama

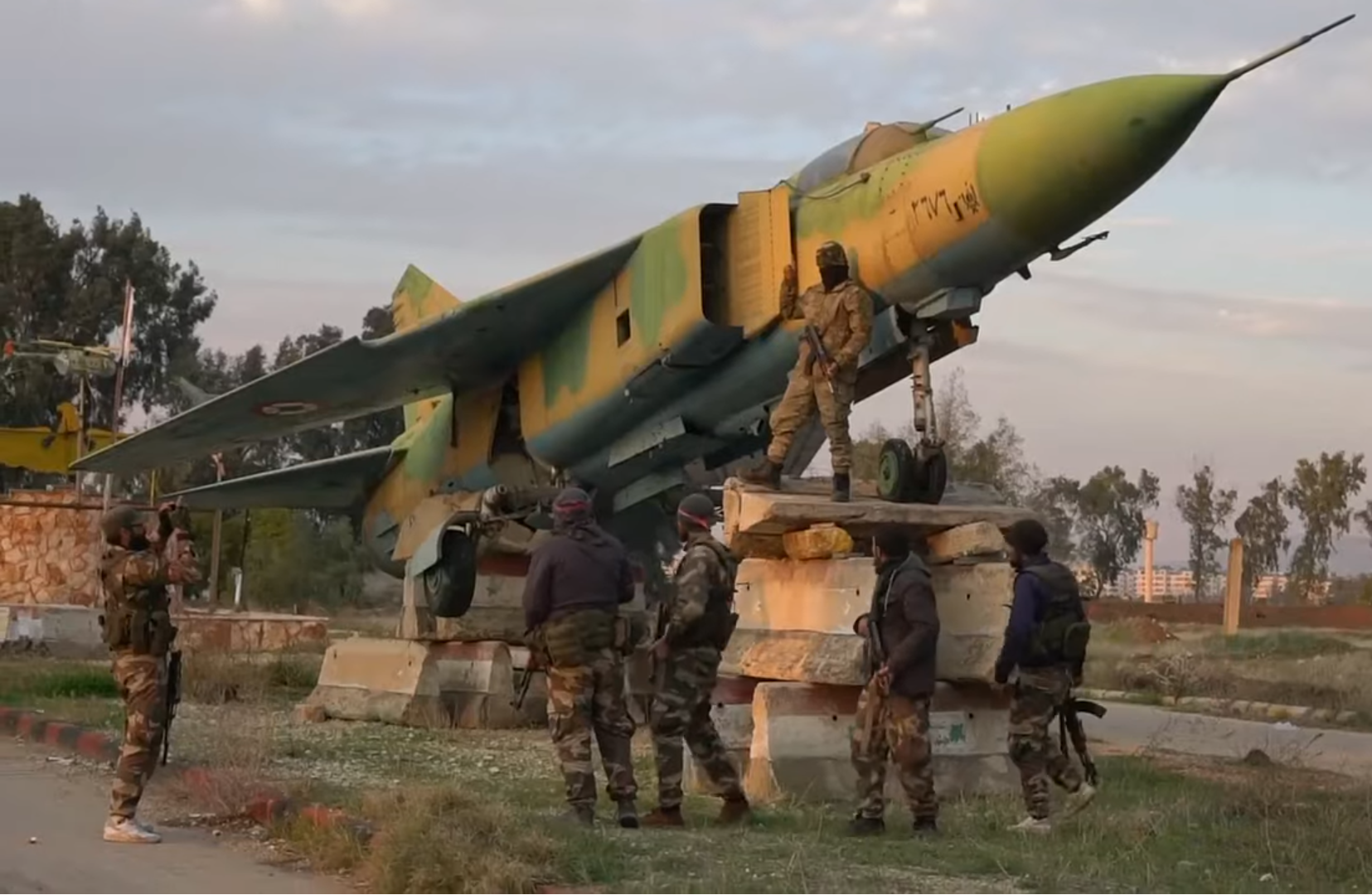
Rebeldes sirios en el aeropuerto militar de Hama.

En la tarde del 30 de noviembre de 2024, las fuerzas de oposición lideradas por HTS avanzaron rápidamente en la gobernación de Hama, en medio del colapso total de las fuerzas pro-gubernamentales, y capturaron docenas de ciudades y pueblos, incluidos Halfaya, Morek, al-Lataminah, Kafr Zita, Qalaat al-Madiq, Kafr Nabudah, Karnaz, Lahaya, al-Buwaydah, Latmin, Sawran, al-Mughayyir y Maardi. En la región de Alepo, los rebeldes tomaron el control del aeropuerto de Alepo, luego de que las tropas de las FDS se retiraran. Se reportó que las fuerzas pro gubernamentales comenzaban a retirarse de la ciudad de Hama y su base aérea, sin embargo, el Ministerio de Defensa de Siria rechazó tales reportes.
Alrededor de la siete de la noche, las fuerzas de Hayat Tahrir al-Sham rodearon y empezaron a acercarse a la ciudad, capturando al menos seis pueblos.
En las primeras horas del 1 de diciembre, fuerzas armadas de Siria establecieron nuevas posiciones militares en las afueras de Hama y en la zona rural del norte. Se desplegaron refuerzos en Jabal Zayn al-Abidin y en las localidades de Taybat al Imam, Qamhana y Khitab.
El 2 de diciembre, las FDS anunciaron planes para evacuar a los desplazados internos kurdos de Tel Rifaat y la región de Shahba a las zonas controladas por las FDS en el distrito Sheikh Maqsood de Alepo y el noreste de Siria. Durante el día, Rusia lanzó ataques aéreos contra las ciudades recientemente capturadas por los rebeldes, incluidas as-Safirah, Khan Shaykhun y Morek, mientras que un ataque aéreo ruso separado contra la ciudad de Idlib mató a 11 civiles. Un ataque con aviones no tripulados rebeldes contra una reunión de líderes militares pro gubernamentales cerca de Jabal Zayn al-Abidin, al norte de Hama, causó múltiples muertes y heridos entre sus filas. Por la tarde, los enfrentamientos entre la oposición y las fuerzas pro gubernamentales se intensificaron en la Gobernación de Hama, particularmente cerca de las ciudades de Karnaz y Suran. En la zona rural oriental de Hama, las fuerzas de la oposición avanzaron y capturaron la ciudad de Qasr Abu Samrah. Por la tarde, la oposición tomó el control de las aldeas de al-Jubain, Tell Malah, Jalamah , al-Jubain, Breidej, Karnaz y al-Karkat en la zona rural de Hama, mientras que los fuertes enfrentamientos continuaban en la ciudad de Qalaat al-Madiq. El bombardeo de cohetes de las fuerzas de la oposición a la ciudad de Hama mató a seis civiles.
El 3 de diciembre, las fuerzas de la oposición continuaron su avance contra las fuerzas pro gubernamentales en la región de Hama y capturaron las ciudades de Taybat al-Imam, Halfaya, Soran y Maardis. En la zona rural del este de Alepo, se produjeron fuertes enfrentamientos entre el ENS y las fuerzas pro gubernamentales en la ciudad de Khanasir, cuando estas últimas intentaron capturar la ciudad.
El 5 de diciembre, las fuerzas de la oposición entraron en la parte nororiental de Hama. Se informó de ataques aéreos aliados al gobierno en la parte oriental, al mismo tiempo que se combatía a las fuerzas de la oposición. El mismo día, las fuerzas del SAA se retiraron de la ciudad de Hama, anunciando que sus «unidades militares habían sido redistribuidas y reubicadas» fuera de la ciudad para «preservar las vidas de los civiles» después de que las fuerzas de la oposición lograran «penetrar en varias partes de la ciudad» y entrar en ella, según el SAA.

### Avance hacia Homs

Mapa de la situación el 3 de diciembre de 2024.

El 5 de diciembre, las fuerzas leales al gobierno se retiraron de las ciudades de Salamíe y Talbiseh hacia Homs, horas después de su marcha de Hama, mientras los rebeldes se acercaban a las afueras de la antigua ciudad.
Un día más tarde, el 6 de diciembre, las fuerzas rebeldes capturaron cinco ciudades en su avance hacia Homs, mientras que el ejército gunbernamental continuaba replegándose del territorioes. En la región oriental de Deir ez-Zor, los pro gubernamentales comenzaron a retirar sus fuerzas de las ciudades de Deir ez-Zor, Mayadin, Al-Quriyah y Abu Kamal, hacia la capital, Damasco. Por la tarde, se informó que las fuerzas pro gubernamentales se habían retirado completamente de Homs en dirección a Latakia, y solo quedaban pistoleros locales en los barrios de mayoría chií de la ciudad.
El Ministerio de Defensa sirio negó los informes de que había dado órdenes de evacuar completamente la ciudad de Homs.
El Observatorio Sirio para los Derechos Humanos informó en diciembre de 2024 que habitantes de Homs "huyen en masa" ante avances de los islamistas de Hayat Tahrir al-Sham (HTS).

### Captura de Daraa, Suwayda, Deir ez Zor y Palmira
En la tarde del 6 de diciembre, las fuerzas del Frente Sur capturaron la capital regional de Suwayda, en el sur de Siria, luego de que las fuerzas pro gubernamentales se retiraran de la ciudad. Al mismo tiempo, las SDF capturaron la capital provincial de Deir ez-Zor de las fuerzas pro gubernamentales, que también abandonaron la ciudad de Palmira en la región central de Homs. A medianoche, las fuerzas de oposición en la gobernación meridional de Daraa capturaron su capital Daraa, así como el 90% de la provincia, mientras las fuerzas pro gubernamentales se retiraban hacia la capital Damasco. Mientras tanto, el Ejército Libre Sirio, un grupo rebelde diferente respaldado por los Estados Unidos tomó el control de Palmira en una ofensiva lanzada desde la "zona de desconflicto" de al-Tanf.
El 7 de diciembre, las fuerzas pro gubernamentales se retiraron de la región de Quneitra, que limita con los Altos del Golán ocupados por Israel. Ese día, el ejército israelí ayudó a la FNUOS a repeler un ataque.

### Batalla de Damasco
El 7 de diciembre, las fuerzas de la oposición entraron en la región de Rif Dimashq desde el sur y llegaron a 20 kilómetros de Damasco. Simultáneamente con el avance hacia Damasco, las fuerzas de la oposición en el norte lanzaron una ofensiva en la ciudad de Homs. En la región de Rif Dimashq, las fuerzas progubernamentales se retiraron de las ciudades de Assal al-Ward, Yabroud, Flitah, Al-Naseriyah y Artouz, mientras que los rebeldes llegaron a 10 kilómetros (6,2 millas) de Damasco. Por la tarde, las fuerzas pro gubernamentales habían abandonado las ciudades de las afueras de Damasco, incluidas Jaramana, Qatana, Muadamiyat al-Sham, Darayya, Al-Kiswah, Al-Dumayr y los sitios cerca de la base aérea de Mezzeh.
En las primeras horas del 8 de diciembre, grupos de oposición en el norte capturaron Homs y comenzaron a avanzar hacia Damasco. También se informó de que los rebeldes lograron entrar en el barrio de Barzeh, en Damasco. Ese día, el mando del ejército sirio informó a sus oficiales que el gobierno de Assad había terminado, y el primer ministro Mohammad Ghazi al-Jalali anunció que estaba dispuesto "a cooperar con cualquier liderazgo elegido por el pueblo".

### Ofensivas finales
Tras la toma de Damasco por parte de la Sala de Operaciones del Sur, Latakia y Tartus fueron las dos últimas capitales regionales en poder de la República Árabe Siria. En Latakia y más tarde en Tartus estallaron protestas contra el régimen, cuando los manifestantes comenzaron a arrancar carteles y derribar estatuas de Hafez al-Assad. El 8 de diciembre, el HTS comenzó a avanzar sobre ambas ciudades y las capturó sin presentar batalla.Con el régimen de Bashar al-Ásad fuera de combate, los rebeldes ahora concentran sus fuerzas contra los Kurdos.

## Análisis

Mapa de la ofensiva

Hezbolá, que fue un aliado importante del gobierno sirio durante la guerra civil, se vio severamente debilitado durante su guerra contra Israel. Las muertes de Hasán Nasralá y gran parte de su liderazgo militar, combinadas con la retirada de los combatientes de Hezbolá en Siria de regreso al Líbano, dejaron un gran vacío de poder. Con el ejército ruso concentrado en su invasión de Ucrania e Irán bajo una presión significativa, proporcionó una oportunidad para que los grupos rebeldes lanzaran una ofensiva.
Según Nick Heras, analista del New Lines Institute for Strategy and Policy, los rebeldes estaban tratando de anticiparse a una ofensiva del gobierno sirio que se estaba gestando a partir de ataques aéreos rusos y sirios en áreas rebeldes. Se cree que la presencia de grupos apoyados por Turquía en la ofensiva es una advertencia de Turquía a Rusia y al gobierno sirio para que eviten cualquier ofensiva en la región.
Según el Instituto para el Estudio de la Guerra (ISW), si el gobierno de Asad cae, dañaría la percepción global de Rusia como un socio y protector eficaz, lo que, junto con la pérdida de bases en Siria, que son los principales centros logísticos para los envíos desde Rusia a Libia y, finalmente, al África subsahariana, socavaría los objetivos de Rusia de expandir su influencia en África. La base de Tartus es la única base naval formal de Rusia en el extranjero y vincula los activos rusos en el Mar Negro con el Mediterráneo y es central para futuros planes de expansión en el Mediterráneo y el Mar Rojo, que amenazarían el flanco sur de la OTAN. El instituto analizó que el Cuerpo de África, si bien es el más fácil de desplegar en Siria, carece de los números para marcar una diferencia y sus limitadas fuerzas ya están sobrecargadas en África o convocadas para luchar en Kursk para repeler la incursión ucraniana en Rusia.
Según los analistas, las derrotas del gobierno sirio se pueden atribuir en gran medida a su confianza en una victoria final sobre los rebeldes y a la falta de esfuerzo en fortalecer sus filas militares durante los cuatro años transcurridos desde el alto el fuego de Idlib en 2020. Señalando la prevalencia de reclutas jóvenes renuentes y mal pagados en el ejército, los observadores señalaron que Irán dudaría en proporcionar a Assad el apoyo terrestre necesario. Los analistas también han dicho que Rusia ve poco sentido en intervenir con más fuerza contra los rebeldes, más allá de algunos ataques aéreos limitados, dada la eficacia percibida de las fuerzas de Assad.
Los analistas rusos generalmente culparon al entonces presidente sirio Bashar al-Ásad por perder la guerra. En declaraciones a Komsomolskaya Pravda, Semyon Bagdasarov argumentó que el gobierno sirio no logró motivar a sus tropas ni unir a los diversos grupos étnicos y religiosos sirios en torno a su causa. De manera similar, el politólogo Andrey Kortunov escribió que Al-Asad no había logrado unir a los sirios y lograr la reconciliación nacional, comparándolo con el expresidente afgano Ashraf Ghani, quien fue derrocado por los talibanes en 2021. El periodista Vitaly Ryumshin compartió esta comparación, pero defendió parcialmente al gobierno sirio, argumentando que la falta de reformas se debía a las sanciones económicas al país y la pérdida de control sobre los recursos petroleros ante Estados Unidos y los kurdos.  Desde una perspectiva diferente, Anton Mardasov, un experto ruso en Medio Oriente, dijo a Nezavisimaya Gazeta que el colapso del gobierno no se debió a las sanciones occidentales sino al fracaso de Al-Asad para abordar los problemas del país, mencionando específicamente la crisis económica, la corrupción endémica y el nepotismo y "la pérdida de contacto con la realidad y el pensamiento en el paradigma de hace 50 años".
Según The Sunday Telegraph, el colapso del régimen de Al-Assad tiene tremendas repercusiones tanto para Rusia como para Irán, debido a su inversión en la supervivencia del régimen de Al-Assad; con el llamado "Eje de la Resistencia" de Irán colapsando efectivamente con la pérdida del gobierno de Al-Assad en Siria, socavando la capacidad de Irán para abastecer a Hezbolá; mientras que el obstáculo de Rusia en Ucrania le costó a Putin la pérdida de Siria y expuso la creciente inflexibilidad y lucha del mandatario ruso para mantener a flote a sus aliados en África (Mali, Burkina Faso y Níger). Además, se cree que el catastrófico colapso del régimen de Assad tiene una consecuencia en cómo Putin manejará la invasión rusa de Ucrania , ya que sus opciones se han reducido después de la impactante derrota que Rusia sufrió en Siria; mientras que la derrota de Rusia en Siria también plantea un gran desafío a la capacidad de Rusia para apoyar a sus aliados en América Latina y África tras el colapso del régimen de Asad.